# District de Nyírbátor
Le district de Nyírbátor (en hongrois : Nyírbátori járás) est un des 13 districts du comitat de Szabolcs-Szatmár-Bereg en Hongrie. Il compte 43 557 habitants et rassemble 20 localités : 17 communes et 3 villes dont Nyírbátor, son chef-lieu.
Cette entité existait déjà auparavant, dans les comitats de Szabolcs puis Szabolcs-Szatmár jusqu'à la réforme territoriale de 1983.

## Localités
- Bátorliget
- Encsencs
- Kisléta
- Máriapócs
- Nyírbogát
- Nyírbátor
- Nyírbéltek
- Nyírcsászári
- Nyírderzs
- Nyírgelse
- Nyírgyulaj
- Nyírlugos
- Nyírmihálydi
- Nyírpilis
- Nyírvasvári
- Ömböly
- Penészlek
- Piricse
- Pócspetri
- Terem